# تهارقا
تهارقا (به انگلیسی: Taharqa; ۱ ژانویهٔ ۰۸۰۰ – ۱ ژانویهٔ ۰۶۶۴) همچنین نوشته شده با املای تهارکا (به انگلیسی: Taharka) یا طهارقا ، طرهاقا، طهراقا (به انگلیسی: Taharqo؛ به عبری مدرن: תִּרְהָקָה) فرعون سلسله بیست و پنجم مصر و پادشاهی از پادشاهی کوش (در حال حاضر سودان) بود.

## نگارخانه

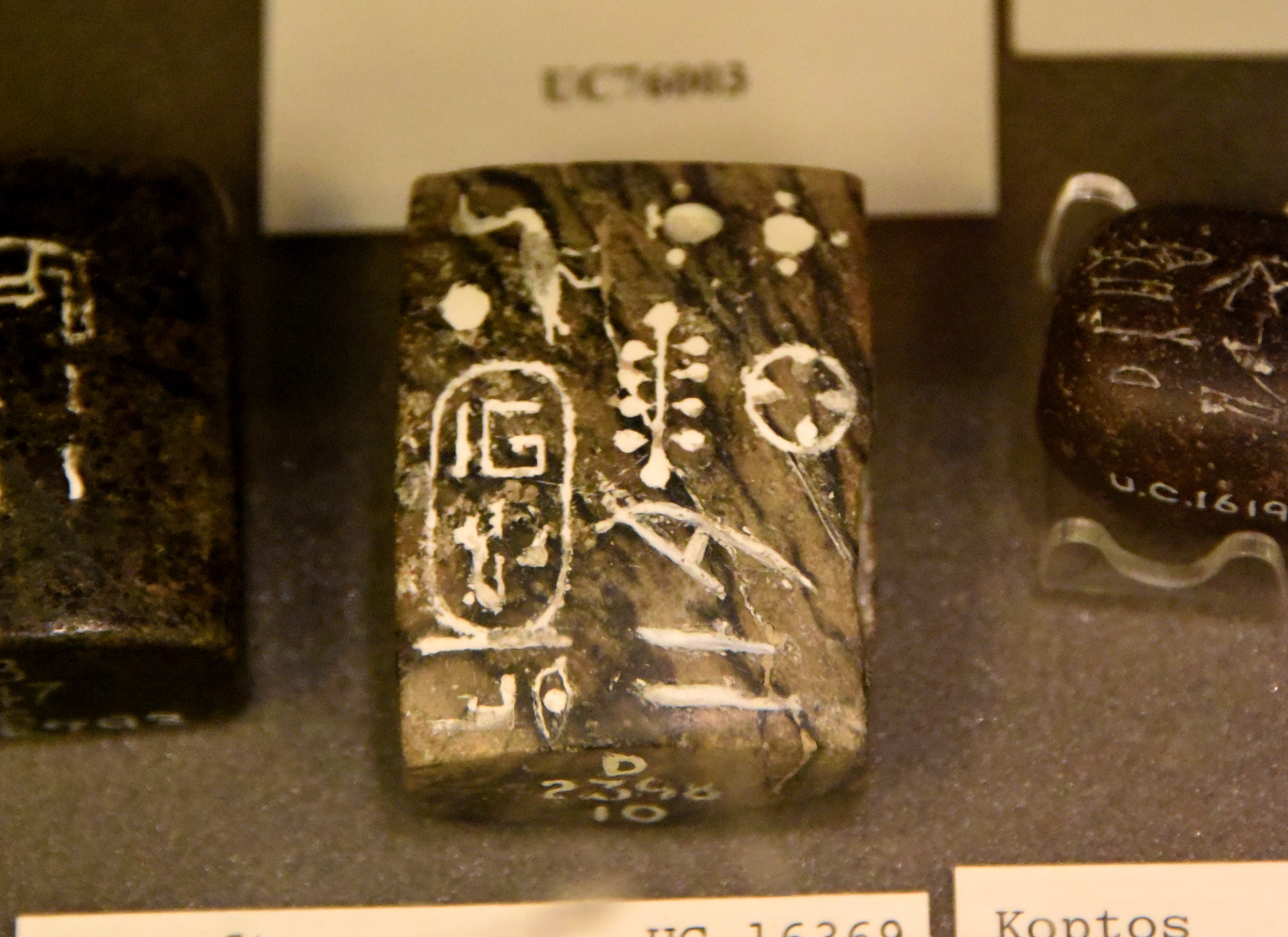
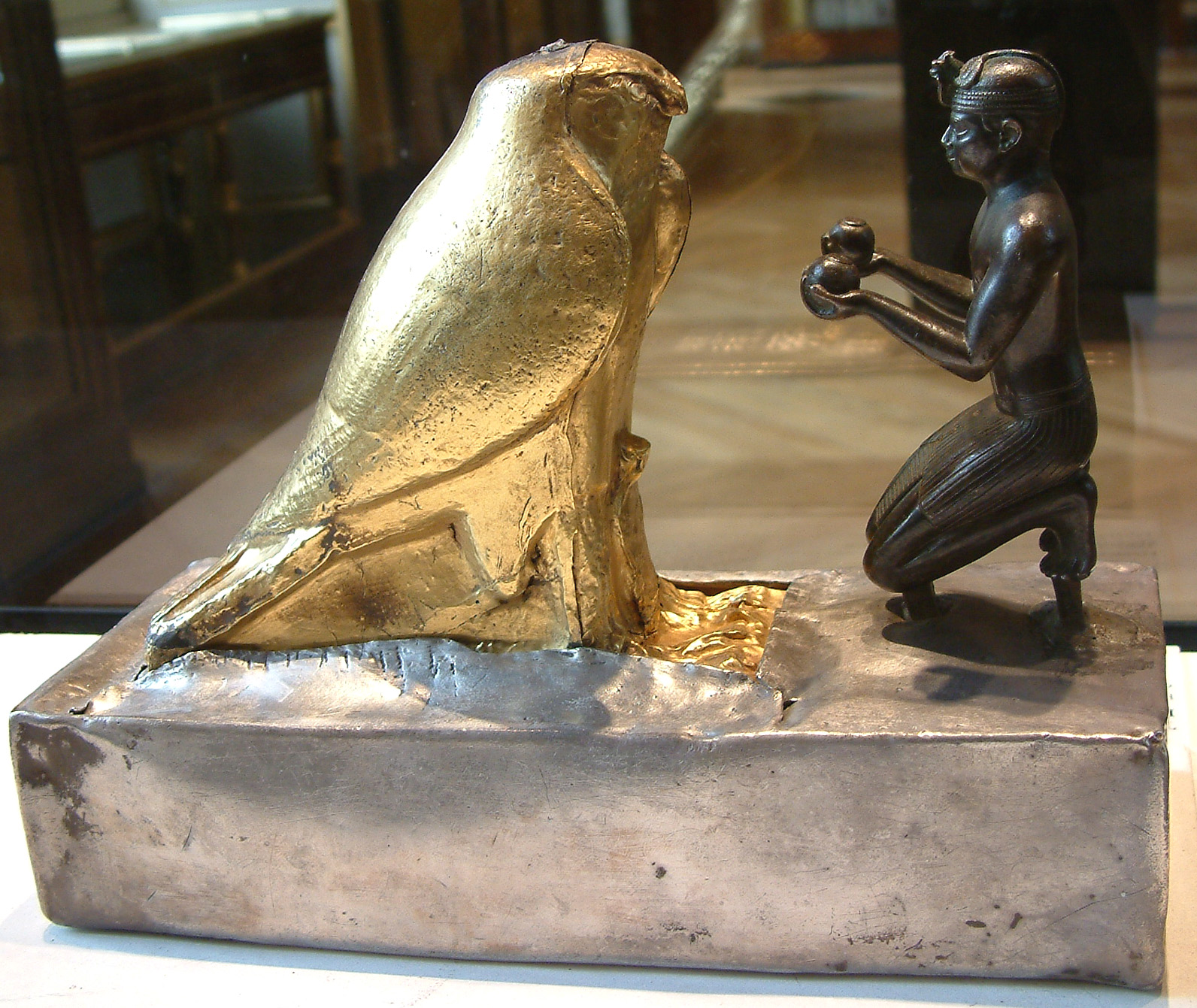
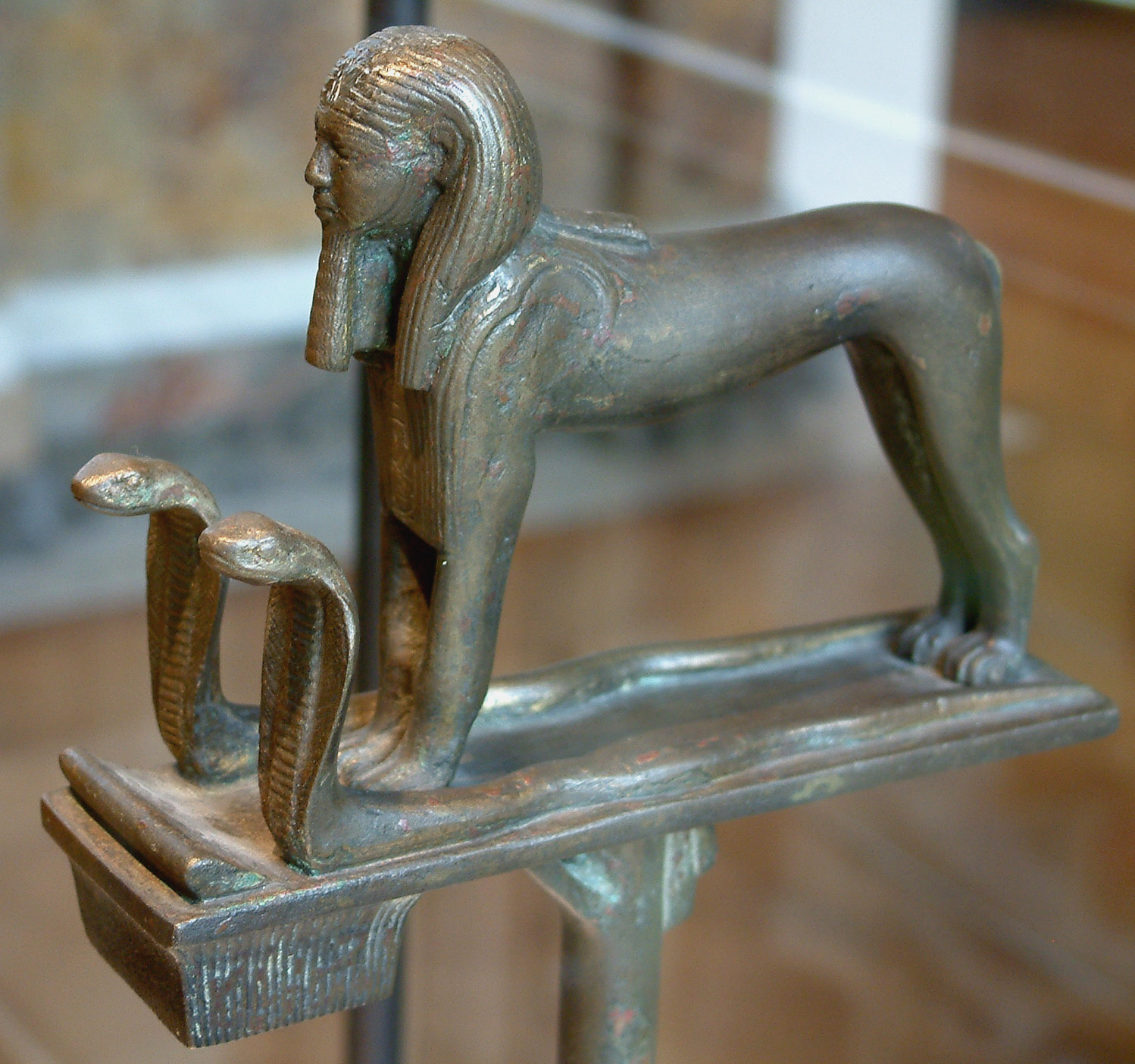
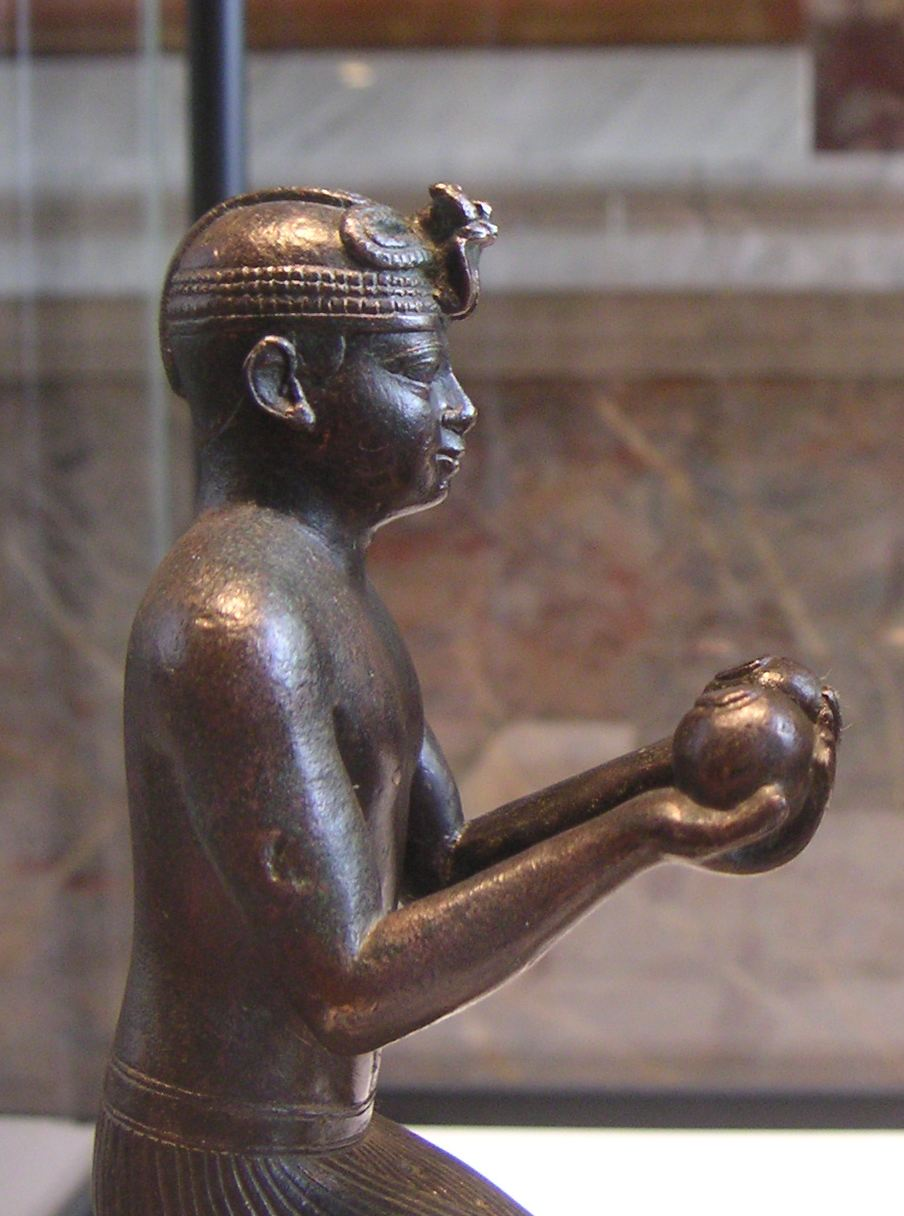
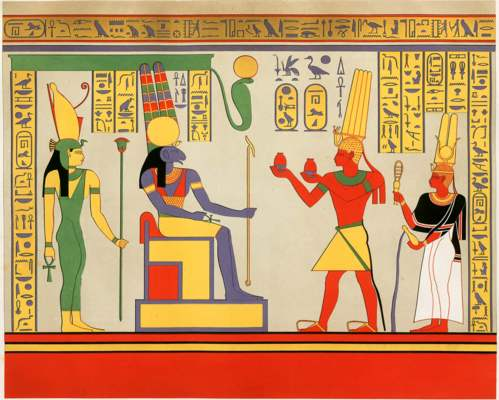
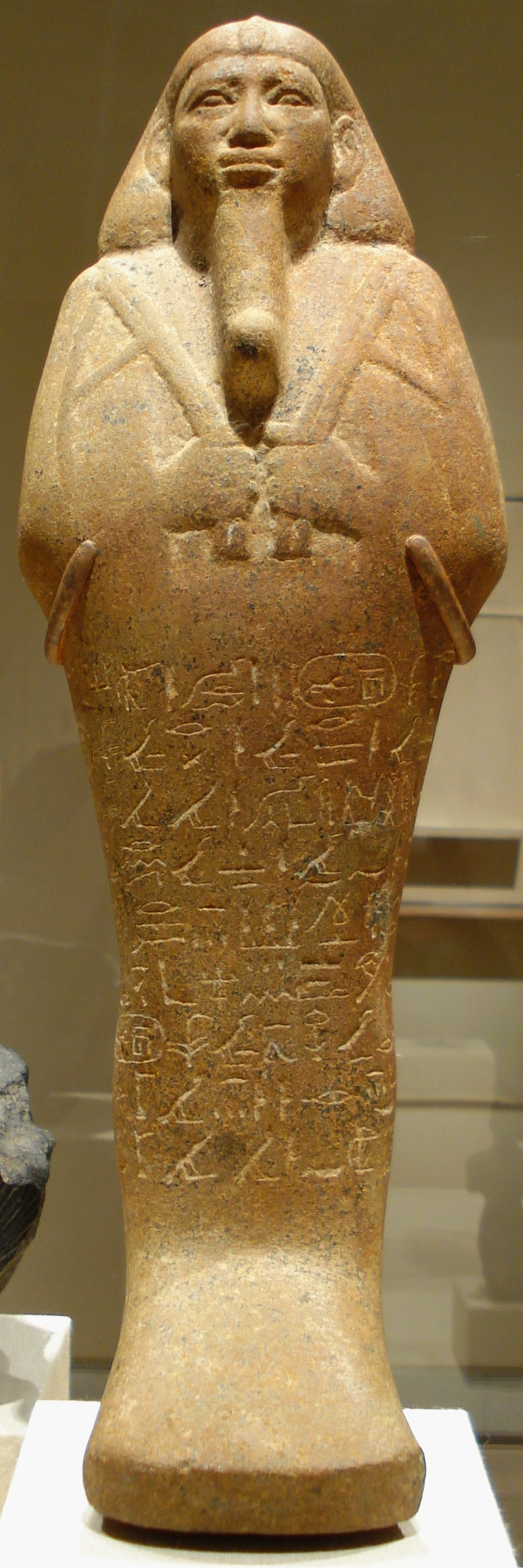
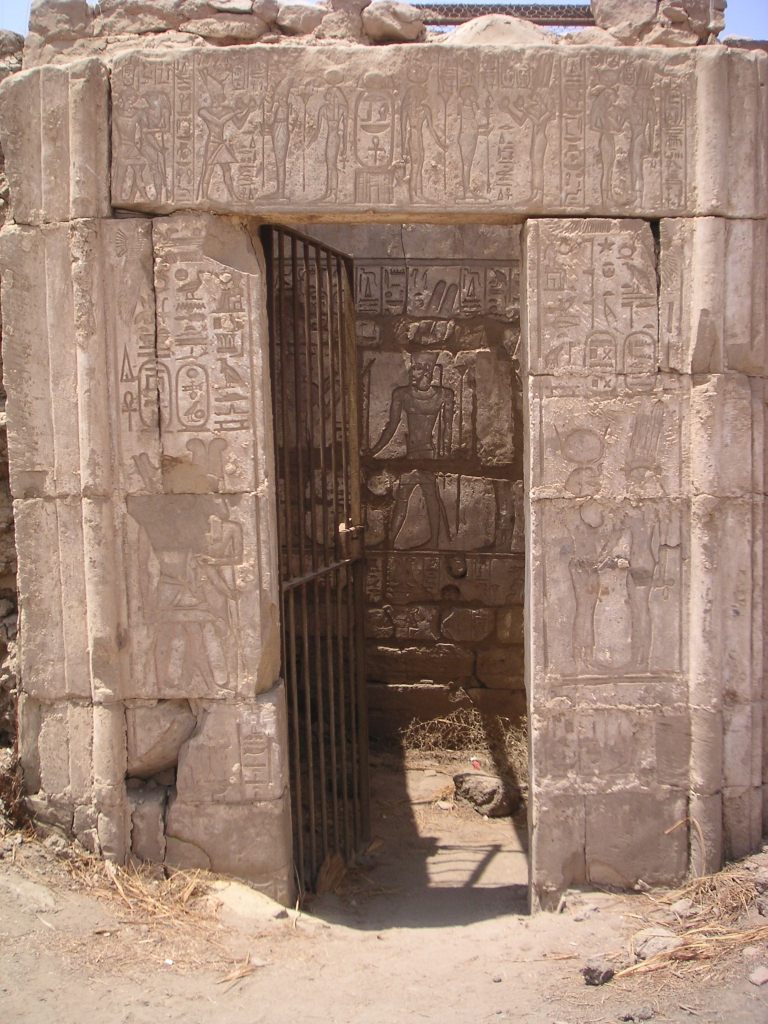
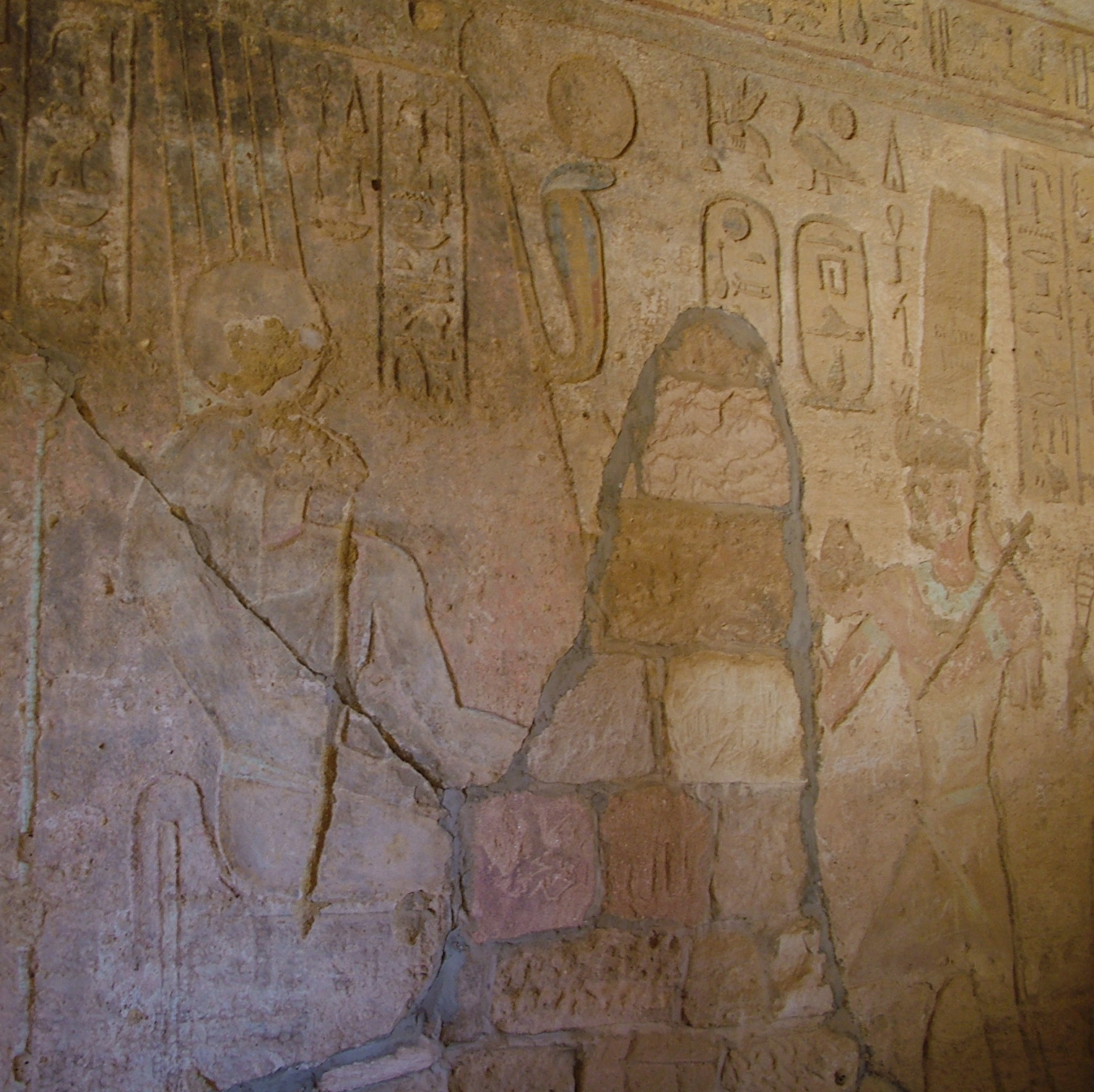
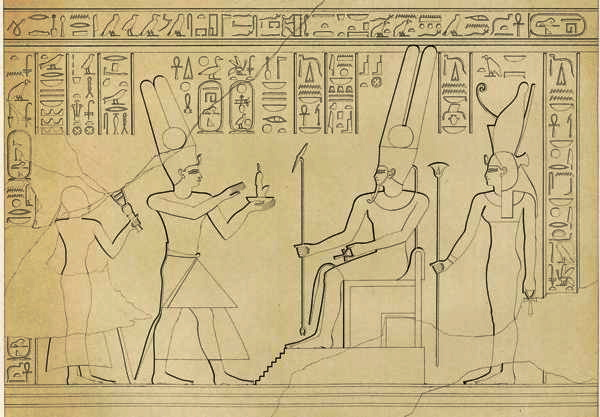